# The Burden
The Burden é um romance escrito por Agatha Christie e publicado pela primeira vez no Reino Unido pela Heinemann em 12 de novembro de 1956 . Inicialmente não publicado nos EUA, que mais tarde foi emitido como um livro de bolso pela Dell Publishing, em setembro de 1963 . Foi o último dos seis romances que Agatha Christie escreveu sob pseudônimo de Mary Westmacott.

## Enredo
Quando mais jovem Laura Franklin irmã de Shirley vem ao mundo, Laura instantaneamente se torna ciumenta, e logo começa a desejar e até mesmo a rezar para que sua irmã bebê morra. Mas, depois de salvar a vida de Shirley em um incêndio, ela experimenta uma mudança completa de sentimento, e torna-se muito carinhosa e protetora em relação a irmã. Mais tarde, quando as irmãs crescem e se apaixonam, Laura começa a perceber que o peso de seu amor por Shirley teve um efeito dramático na vida de ambas.